# Niederhelfenschwil
Niederhelfenschwil é uma comuna da Suíça, no Cantão São Galo, com cerca de 2.644 habitantes. Estende-se por uma área de 16,34 km², de densidade populacional de 162 hab/km². Confina com as seguintes comunas: Bischofszell (TG), Kradolf-Schönenberg (TG), Niederbüren, Oberbüren, Wuppenau (TG), Zuzwil.
A língua oficial nesta comuna é o Alemão.